# Saint-Jean-de-Lier
Saint-Jean-de-Lier ist eine französische Gemeinde mit 407 Einwohnern (Stand: 1. Januar 2022) im Département Landes in der Region Nouvelle-Aquitaine. Sie gehört zum Kanton Coteau de Chalosse und zum Arrondissement Dax. 

## Geografie
Die Gemeinde Saint-Jean-de-Lier liegt 17 Kilometer nordöstlich von Dax am Fluss Adour. Sie grenzt im Westen an Pontonx-sur-l’Adour, im Norden an Bégaar, im Osten an Vicq-d’Auribat, im Südosten an Cassen, im Süden an Louer und im Südwesten an Gousse.

## Bevölkerungsentwicklung
| Jahr      | 1962 | 1968 | 1975 | 1982 | 1990 | 1999 | 2008 | 2018 |
| --------- | ---- | ---- | ---- | ---- | ---- | ---- | ---- | ---- |
| Einwohner | 360  | 353  | 316  | 321  | 309  | 323  | 347  | 414  |

## Sehenswürdigkeiten

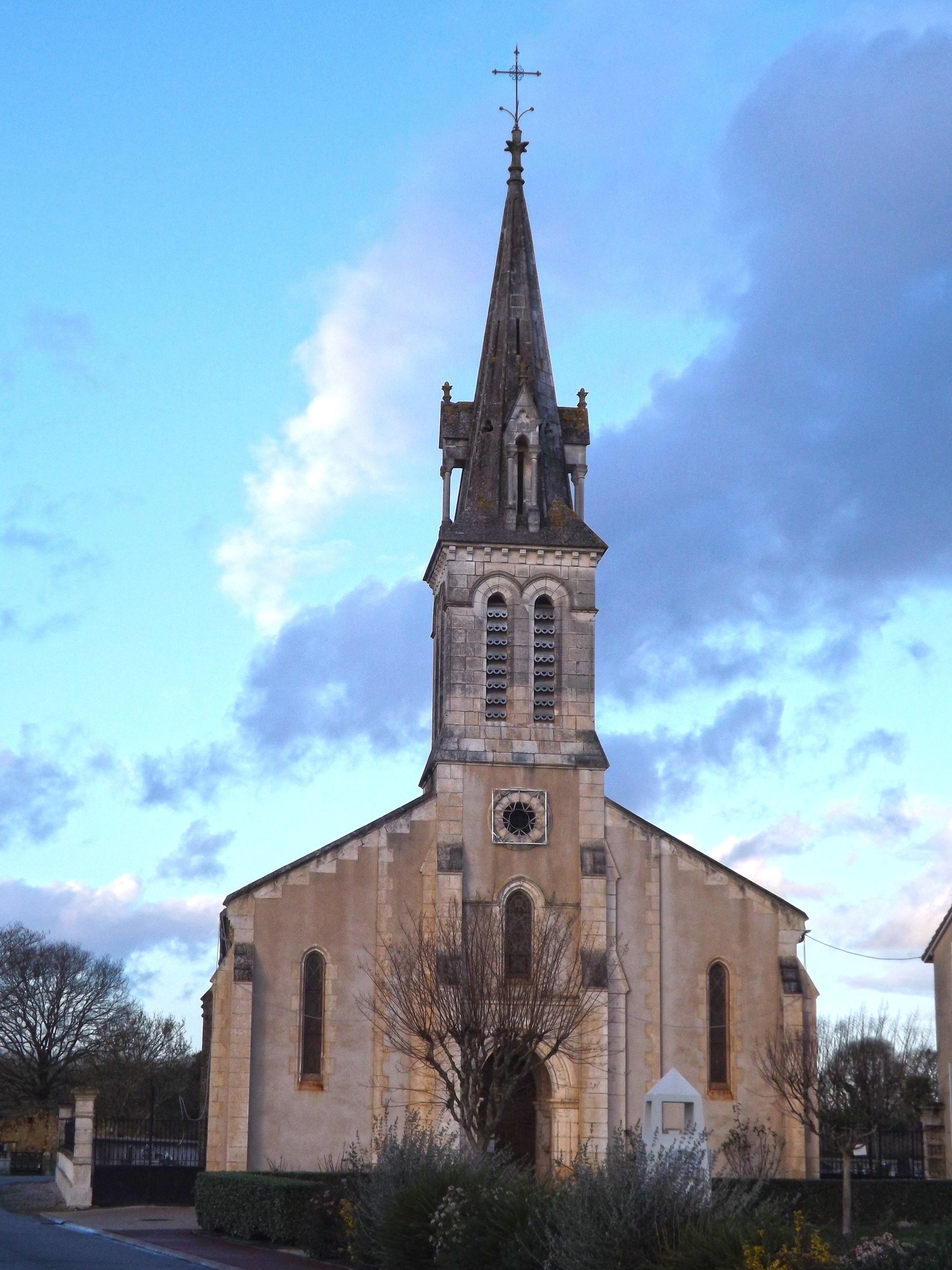
Kirche Saint-Jean-Baptiste

- Kirche Saint-Jean-Baptiste